# 山内祥史
山内祥史（やまのうち しょうし、1932年6月19日 - 2017年4月3日 ）は、日本の近代文学研究者。専門は太宰治の書誌研究。 元神戸女学院大学学長、神戸海星女子学院大学学長。神戸女学院大学・神戸海星女子学院大学名誉教授。

## 来歴・人物
香川県三豊郡（現在の観音寺市）出身。香川県立観音寺第一高等学校、関西学院大学文学部日本文学科卒業。関西学院大学大学院文学研究科日本文学専攻博士課程単位修得退学。
1961（昭和36）年4月樟蔭中学校・高等学校に国語教師として着任、1964（昭和39）年4月神戸女学院中学部・高等学部に転任し、1972（昭和47）年4月神戸女学院大学文学部総合文化学科助教授、以後1998（平成10）年3月まで、教授、文学部長、評議員、理事、学長を務めた。また2005（平成17）年3月まで、神戸海星女子学院大学文学部教授、図書館長、評議員、理事、学長を務めた。
昭和30年代から取り組んだ『太宰治の年譜』作成は、年譜と共に詳細な文献目録の業績がある。 全体は「（1）生誕以前から少年期までの時代」「（2）作家への願望を抱いた時代」「（3）新進作家としての時代」「（4）職業作家としての時代」「（5）流行作家としての時代」という5部に区分されている。このうち最も筆を割かれているのが「（2）作家への願望を抱いた時代」である事実が、創作活動に限らぬ太宰の全貌を視野に入れた本書の特徴を表している。特に左翼活動への関与が緻密に辿られた部分は改めて注目される。
また、記述には複数の層がある。太宰の情報だけでなく、世界や日本にとって節目となる歴史的事実、津島家にとって見逃せない出来事、親交のあった人々の状況なども挿入されている。その結果、20世紀前半の社会の動向、時代の空気、津島家の栄枯盛衰、さらには太宰が文壇内外との交流を通じて作家としての主体を形成していった軌跡などが、重ね合わせて読み取られる。内容は当然ながら、これまでに山内が手がけた年譜と重なる部分が多い。しかし紙幅の限られた場では抑制されていた細部が充実しており、叙述に精彩が加わっている。関係者の談話や書簡など、山内が長年博捜して来た一般には手に入れ難い情報も多数掲載している。

## 栄典
- 2008年 - 瑞宝中綬章[5]

## 著書
- 『太宰治（近代文学資料）』（桜楓社）（1970年）
- 『日本近代文芸考』（双文社出版）（1983年）
- 『太宰治文学と死』（洋々社）（1985年）
- 『日本現代文学考』（双文社出版）（2001年）
- 『太宰治の年譜』（大修館書店）（2012年）
- 『若き日の日野啓三 昭和二十年代の文業(和泉選書)』（和泉書院） （2016年）

## 編著
- 『太宰治 人物書誌大系』（日外アソシエーツ）（1983年）
- 『日本現代詩』（双文社出版）（1986年）
- 『太宰治論集 同時代篇』全10巻別巻1 （ゆまに書房）（1992-93年）
- 『太宰治論集 作家論篇』全9巻別巻1 （ゆまに書房）（1994年）
- 『新編日本現代詩』（双文社出版）（1995年）
- 『太宰治著述総覧』（東京堂出版）（1997年）
- 『太宰治に出会った日 珠玉のエッセイ集』（ゆまに書房）（1998年）
- 『太宰治「走れメロス」作品論集（近代文学作品論集成）』（クレス出版）（2004年）
- 『二十世紀旗手・太宰治 その恍惚と不安と（和泉選書）』笠井秋生、木村一信、浅野洋共編 （和泉書院）（2005年）

## 山内個人で発行していた雑誌
- 『太宰研究』第1号～第20号（非売品、各号35部～52部限定）（1962ｰ73年）
- 『太宰治研究資料』第21号～第22号（非売品、21号は52部、22号は20部限定）（1973-89年)